# Abfall (Recht)
Der Begriff Abfall ist in vielen Rechtsordnungen legaldefiniert und der Umgang mit Abfällen ist in und zwischen den meisten Ländern geregelt. So versteht das Basler Übereinkommen über die Kontrolle der grenzüberschreitenden Verbringung gefährlicher Abfälle und ihrer Entsorgung vom 22. März 1989, dem fast alle Staaten beigetreten sind, darunter „Stoffe oder Gegenstände, die entsorgt werden, zur Entsorgung bestimmt sind oder aufgrund der innerstaatlichen Rechtsvorschriften entsorgt werden müssen“.

## Europäische Union
Die Europäische Wirtschaftsgemeinschaft (EWG) beschäftigte sich spezifisch mit dem Thema des Umweltschutzes erstmals auf einer Konferenz der Mitgliedstaaten 1972 als an einer Gipfelkonferenz die Organe der Gemeinschaft beauftragt wurden, ein Aktionsprogramm auszuarbeiten. Ein Jahr später wurde es von dem Rat in einer Erklärung betont, dass die Gemeinschaft die Verbesserung der Lebensqualität und der Schutz der natürlichen Umwelt als Aufgabe haben sollte. Damit wurde nicht nur ein wirtschaftliches Ziel der Gemeinschaft, sondern auch ein Aspekt des Umweltschutzes verstärkt. Bei dieser Zielsetzung war auch ein starkes Motiv der Angleichung der Wettbewerbsbedingung, das später bei dem Aktionsprogramm der Gemeinschaft im Jahr 1973 ach als Ziel zu erkennen war. Diese ist bei späteren Entwicklungen auch zu beobachten. Mit dem nächsten Aktionsprogramm ist eine Wende zu sehen. Allein die Veränderung des Ausdruckes „Abfallbeseitigung“ zu „Abfallwirtschaft“ zeigt, dass bei diesem Politikfeld um viel mehr geht, als die sichere Lagerung und Beseitigung von Abfällen. Vielmehr wird auf die Vermeidung und gute Verwertung geachtet. In dieser Zeit wurde auch im Art 100a EWG-Vertrag formuliert, dass grundsätzlich eine Rechtsandgleichung im Bereich des Umweltschutzes existieren soll, die auf die Europäische Binnenmarkt basiert. Diese ist heute im Artikel 114. AEUV beschrieben, wonach Mitgliedstaaten nur in bestimmten Fällen mit der Zulassung der Kommission von harmonisierten Regeln abweichen dürfen. Bei dieser Entwicklung von EU-Recht wurden die Bereiche der Abfallwirtschaft und Umweltschutz stark an die Ziele des gemeinsamen Binnenmarktes und Rechtsangleichung gebunden, die Maßnahmen im Bereich der Abfallwirtschaft blieben aber vorherrschend Richtlinien. Bis 1993 wurden schon 15 Richtlinien in der Gemeinschaft beschlossen, die das Bereich der Abfallwirtschaft regulierten. Ihr Charakter ist, dass sie keine direkte Wirkung haben, sondern erstmal eine nationale Rechtsakt brauchen für die Wirksamkeit in den Mitgliedstaaten.
Die Europäische Union bekam Kompetenzen auf dem Gebiet des Umweltschutzes, als in der Einheitlichen Europäischen Akte (EEA) im Kapitel XIX. mit dem Titel „Umwelt“ die Ziele der Gemeinschaft festgelegt wurden. Diese umfasst eine Kompetenzzuweisung bei der Umweltpolitik und wird nach Artikel 192 aus dem Vertrag über die Arbeitsweise der Europäischen Union (AEUV) im Rahmen „eines ordentlichen Gesetzgebungsverfahren nach Anhörung des Wirtschafts- und Sozialausschusses sowie des Ausschusses der Regionen“. Die im Rahmen entstehende Rechtsakten können Verordnungen und Richtlinien sein, aber nach Artikel 193 AEUV können die Schutzmaßnahmen von den Mitgliedstaaten verstärkt sein. Obwohl schon 1973 mit einer Richtlinie das Thema der Abfallpolitik auf EU-Ebene geregelt wurde, ist eine verstärkte Reglung erst nach dem Entstehen der Primärbereich „Umwelt“ zu sehen. Eine Entwicklung des Rechtes ist zu sehen, zum Beispiel wurde die Richtlinie 75/442/EWG des Rates vom 15. Juli 1975 über Abfälle im Jahr 1991 deutlich erweitert und später baute darauf 2006 in dem Abfallrahmenrichtlinie zusammengefasst. Wie in der Einleitung erwähne römische Rechtsnorm, definierte die Europäische Kommission auch ein Verursacherprinzip, wonach „die Kosten der Vermeidung und Beseitigung der Umweltbelastungen grundsätzlich der Verursacher zu tragen hat“. Durch diese Entwicklung ist zu sehen, dass das Politikfeld der Abfallwirtschaft durch verschiedene Rechtsakten der EU bestimmt ist. Wie es aber genau betroffen ist, wird jetzt mit der Hilfe von dem Abfallrahmenrichtlinie untersucht, die auch nach Umweltbundesamt als „zentrale Richtlinie im Bereich der Abfallwirtschaft zählt“.
Zum Umgang mit Abfällen (Abfallbewirtschaftung) macht die Abfallrahmenrichtlinie der Europäischen Gemeinschaft für die meisten Abfallkategorien Vorgaben, die von ihren Mitgliedsstaaten in nationales Recht umgesetzt werden müssen. Danach ist Abfall jeder „Stoff oder Gegenstand, dessen sich sein Besitzer entledigt, entledigen will oder entledigen muss“. Sie bestimmt auch den Begriff des gefährlichen Abfalls über seine (mindestens eine) darin näher erklärte gefährliche Eigenschaft. Dass diese Richtlinie etwa Abwasser, Abgas, kontaminierten Boden bis zum Aushub, Abraum aus dem Bergbau, Fäkalien oder zur Seuchenbekämpfung getötete Tiere ausdrücklich nicht erfasst, zeigt, dass auch das nach ihrem Verständnis Abfall ist.
Im Europäischen Abfallartenkatalog sind die von ihr erfassten Abfälle aufgelistet und durch ihre regelmäßig an ihre Herkunft anknüpfende Bezeichnung unterschieden. Jeder Abfallart ist dabei eine 6-stellige Abfallschlüsselnummer zugeordnet. Rechtsgrundlage hierfür ist die Richtlinie 91/689/EWG über gefährliche Abfälle und die Entscheidung der EU-Kommission Nr. 2000/532/EG, die in Deutschland durch die Abfallverzeichnisverordnung umgesetzt wurden.

### Deutschland
Das Kreislaufwirtschaftsgesetz (KrWG) setzt die EU-Richtlinie um. Demnach wird Abfall so definiert: „alle Stoffe oder Gegenstände, derer sich ihr Besitzer entledigt, entledigen will oder entledigen muss“. Das bedeutet:
1. Der Besitzer entledigt sich eines Gegenstandes vor allem dann, wenn er ihn einem Abfallverwertungs- oder Abfallbeseitigungsverfahren zuführt, wenn er ihn also beispielsweise auf einer Deponie ablagert, ihn in einer Müllverbrennungsanlage verbrennt oder ihn in Bohrlöcher, Bergwerke oder sonstige unterirdische Hohlräume einbringt. Er „entledigt“ sich eines Gegenstandes außerdem auch dann, wenn er seine Sachherrschaft über den Gegenstand aufgibt, ohne dass der Gegenstand zu irgendeinem Zweck weiter verwendet würde, wenn er den Gegenstand also im umgangssprachlichen Sinne schlicht „wegwirft“.
2. Ob sich der Besitzer eines Gegenstandes entledigen will, hängt von den Umständen des Einzelfalls ab und ist unter Berücksichtigung der Gebräuche und Sitten des geschäftlichen Verkehrs zu beurteilen. Das Gesetz geht davon aus, dass ein „Wille zur Entledigung“ in der Regel bei einem Gegenstand gegeben ist, der bei einem Produktionsprozess oder einer Dienstleistung anfällt, ohne dass der Zweck der Produktion oder der Dienstleistung darauf gerichtet gewesen wäre, diesen Gegenstand zu erzeugen (Beispiele: Schlacken bei der Stahlerzeugung, Sägespäne bei der Holzbearbeitung), oder dessen Verwendungszweck entfallen ist, ohne dass ein neuer Verwendungszweck an dessen Stelle getreten wäre (Beispiel: das im Garten abgestellte Autowrack). Da diese Variante des Abfallbegriffs auf den Willen des Besitzers abstellt, wird das auch als subjektiver Abfallbegriff oder gewillkürter Abfall bezeichnet.
3. Der Besitzer muss sich eines Gegenstandes entledigen, wenn der Gegenstand für seinen ursprünglichen Zweck nicht mehr verwendet wird, durch seinen Zustand das Allgemeinwohl gefährden kann und diese Gefährdung nur durch eine geordnete Abfallentsorgung abgewendet werden kann (objektiver Abfallbegriff oder Zwangsabfall). Das betrifft beispielsweise die auf einem Betriebsgrundstück langfristig gestapelten Fässer mit hochgiftigen Produktionsrückständen.

In ihren Randbereichen ist die Reichweite des Abfallbegriffs überaus umstritten. Problematisch bleibt auch die Abgrenzung zu Neben- und Zwischenprodukten, auf deren Erzeugung die Produktion zwar nicht gerichtet ist, die aber dennoch durch entsprechende Steuerung des Produktionsablaufs oder der Einsatzstoffe so konditioniert werden, dass sie für einen wirtschaftlich sinnvollen Zweck weiter verwendet werden können (Beispiel: Zugabe von Zusatzstoffen in die Aufgabemischung eines Produktionsprozesses mit dem Ziel, eine Schlacke zu erhalten, die im Straßenbau verwendet werden kann). Eine klarere Definition von Nebenprodukten war eines der Ziele bei der Erarbeitung der europäischen Abfallrahmenrichtlinie 2008/98/EG. Auch in der Strafrechtspflege ist umstritten, ob weggeworfene Lebensmittel, die man sich aneignet (Containern), entledigt wurden oder fremdes Eigentum blieben, so dass eine Strafbarkeit wegen Diebstahls in Frage kommt.

#### Differenzierung nach Gefährlichkeit
Gefährliche Abfälle sind Abfälle mit gefährlichen Eigenschaften, die in der Richtlinie 91/689/EWG über gefährliche Abfälle und in der Abfallverzeichnisverordnung aufgeführt sind, z. B. entflammbar, ätzend, reizend oder giftig. Nicht gefährliche Abfälle sind alle anderen Abfälle. Für gefährliche Abfälle gelten deutlich strengere Anforderungen an den Gesundheits- und Umweltschutz, an die Auswahl von Entsorgungsanlagen und an Nachweispflichten.

#### Abfälle zur Verwertung oder zur Beseitigung
- Abfälle zur Verwertung sind Abfälle, die tatsächlich verwertet werden, indem sie einem Verwertungsverfahren zugeführt werden. Verwertung kann dadurch geschehen, dass aus dem Abfall Rohstoffe zurückgewonnen (Beispiel: Aluminiumgewinnung aus Schrott) oder die Eigenschaften des Abfalls genutzt werden (Beispiel: Nutzung der Festigkeit von Schlacken beim Bau von Tragschichten im Straßenbau), sog. stoffliche Verwertung. Verwertung kann aber auch dadurch geschehen, dass die Abfälle zur Energiegewinnung verwendet werden (Beispiel: Verwendung von Altölen oder Petrolkoks anstelle von natürlichem Erdgas zur Feuerung von Zementwerken), sog. energetische Verwertung. Grundsätzlich sind entstandene, d. h. nicht vermiedene Abfälle vorrangig zu verwerten. Zur Verwertung von Abfällen ist in den Grenzen des Kreislaufwirtschaftsgesetzes (vgl. dazu auch: Abfallrecht) ihr Erzeuger oder Besitzer berechtigt und verpflichtet (Ausnahmen gelten für private Haushalte). Er bedient sich dazu in der Regel spezieller Verwertungsunternehmen und kann die Abfälle innerhalb des Gemeinsamen Marktes weitgehend frei verbringen. Die Abfallverwertung ist dementsprechend überwiegend privatwirtschaftlich organisiert.
- Abfälle zur Beseitigung sind Abfälle, die nicht verwertet werden. Abfälle zur Beseitigung sowie Abfälle aus privaten Haushaltungen sind grundsätzlich dem öffentlich-rechtlichen Entsorgungsträger – das ist in der Regel die Gemeinde bzw. der Kreis – zu überlassen, der zum Schutz des Allgemeinwohls für eine geordnete Beseitigung sorgt. Die Abfallbeseitigung ist daher (noch) weitgehend in kommunaler Hand und dementsprechend häufig regional monopolisiert. Bestimmte besonders gefährliche und daher im Rechtssinne besonders überwachungsbedürftige Abfälle können abweichend davon – je nach Bundesland – einer zentralen Stelle zur Beseitigung von Sonderabfällen zu überlassen sein (sog. Andienungspflicht). Abfälle zur Beseitigung unterliegen einem strengeren Rechtsregime, insbesondere schärferen Nachweispflichten, und dürfen nur in engen Grenzen über Staatsgrenzen hinweg verbracht werden.

Wie die Reichweite des Abfallbegriffs im Verhältnis zum (abfallrechtsfreien) Produkt ist innerhalb des Abfallbegriffs die Grenzziehung zwischen Abfällen zur Verwertung und solchen zur Beseitigung in Grenzfällen lebhaft umstritten. Insbesondere war (und ist ?) strittig, ob und wann Verbrennung als thermische (energetische) Verwertung oder als Beseitigung zu gelten hat. Das Gleiche gilt für das Verfüllen von Bergwerken mit Abfällen. Der Streit besteht dabei oftmals unter einzelnen Staaten der Europäischen Union oder der Europäischen Kommission und einzelnen Mitgliedsstaaten. Die Abgrenzung ist in der Praxis von besonderer Bedeutung, weil sie zum einen darüber entscheidet, ob der Abfall dem strengeren Beseitigungsregime unterliegt oder nicht, und zum anderen darüber bestimmt, ob der Abfall privatwirtschaftlich oder kommunal entsorgt wird.

#### Abgrenzung über die Beweglichkeit
Das zum 1. Juni 2012 abgelöste Kreislaufwirtschafts- und Abfallgesetz (KrW-/AbfG) von 1994 beschränkte den Abfallbegriff noch auf bewegliche Gegenstände. In diesem Sinne war etwa der ölverseuchte, daher zu entsorgende Boden oder das asbestbelastete Gebäude kein Abfall. Erst das Ausheben des kontaminierten Erdreichs bzw. der Gebäudeabriss machen den Aushub bzw. die Trümmer dazu. Infolge eines Urteils des Europäischen Gerichtshofes vom 7. September 2004 wurde dieses von der europäischen Definition abweichende Definitionsmerkmal zunächst in Frage gestellt. In der juristischen Literatur jedoch kam man schnell zu dem Ergebnis, dass eine Anwendung des in der Bundesrepublik Deutschland gültigen Bodenschutzrechts den Ansprüchen der damaligen Abfallrahmenrichtlinie, die der Van-de-Walle-und-Texaco-Entscheidung zu Grunde lag, Rechnung trage. In Deutschland galten daher „unbewegliche Abfälle“ als „Bodenverunreinigungen“ oder „Altlasten“ im Sinne des Bodenschutzrechtes.
Auch bei nun angepasster Definition bleibt die Unterscheidung zwischen Abfall und Altlast. Wie die Richtlinie nimmt das aktuelle Kreislaufwirtschaftsrecht Böden in situ, also unbelastetes oder kontaminiertes Erdreich am Ursprungsort sowie fest mit dem Grund und Boden verbundene Bauten vom Abfallrecht aus, aber auch den Erdaushub, der unbelastet und unbehandelt direkt vor Ort verbaut wird.

### Rechtslage in Österreich
In der österreichische Bundesverfassung(B-VG) gab es bis 1988 keinen eigenen Kompetenztatbestand betreffend die „Abfallwirtschaft“. Eine bundeseinheitliche Regelung war somit nicht möglich und es erfolgte – entsprechend dem verfassungsmäßigen Ansatz der Gesichtspunktetheorie – eine aufgesplitterte Betrachtung. Es handelte sich also um eine so genannte Annexmaterie. Regelungen konnten also nur im Zusammenhang und in den jeweiligen Grenzen der einzelnen Materienrechte erfolgen (z. B. Gewerberecht, Wasserrecht, Naturschutzrecht). Überschneidungen bzw. Regelungslücken waren die Folge. Mit der Bundes-Verfassungsgesetz-Novelle 1988 wurde durch Schaffung eines neuen Kompetenztatbestandes in Artikel 10 Absatz 1 Ziffer 12 B-VG die verfassungsrechtliche Grundlage für die Abfallwirtschaft geschaffen. Nunmehr war der Bund für Gesetzgebung und Vollziehung für gefährliche Abfälle zuständig, hinsichtlich der nicht gefährlichen Abfälle jedoch nur insoweit, als ein Bedürfnis nach Erlassung einheitlicher Vorschriften besteht (Bedarfskompetenz). Es zeigte sich bald, dass der Bundesgesetzgeber von dieser „Bedarfs“kompetenz alsbald sehr umfangreich Gebrauch machte. Für die 9 Bundesländer verblieb nur ein relativ geringer Regelungsbereich. Dieser betrifft in erster Linie die kommunale Sammlung nicht gefährlicher Siedlungsabfälle sowie die Einhebung von Abfallgebühren bzw. teilweise auch die Förderung der Aufklärung der Bevölkerung. Die in der Verwaltungspraxis wesentlichsten Teile der Abfallwirtschaft sind jedoch im Bundesrecht angesiedelt.
Die Inanspruchnahme der Bundeskompetenz erfolgte erstmals mit dem Abfallwirtschaftsgesetz 1990 betreffend gefährliche Abfälle. Hier entstanden bereits erste Ansätze betreffend der nicht gefährlichen Abfälle. So fanden sich beispielsweise bereits Aufzeichnungspflichten und anlagenrechtliche Normen in Hinsicht auf besondere Abfallbehandlungsanlagen. Die umfassende Inanspruchnahme erfolgte mit BGBl I Nr. 102/2002.
Mit dem Abfallwirtschaftsgesetz (AWG) 2002
wurden erstmals auch alle nicht gefährlichen Abfälle bundeseinheitlichen Regeln unterworfen und somit der Regelungskompetenz der Länder entzogen. Bestimmte (wenige) „Abfälle“ – wie etwa radioaktive Stoffe, Sprengstoffe, taubes Gestein, manche tierische Materialien – sind vom Geltungsbereich des Abfallwirtschaftsgesetzes 2002 ausgenommen (vgl. § 3 AWG 2002). Seither sind zahlreiche Novellierungen erfolgt und auch neue Verordnungen erlassen worden (z. B. Abfallbehandlungspflichtenverordnung, Elektroaltgeräteverordnung, Abfallartenkatalog, Abfallnachweisverordnung). Die zum Abfallwirtschaftsgesetz 1990 erlassenen Verordnungen gelten großteils auch noch unter dem Abfallwirtschaftsgesetz 2002, wenngleich Anpassungsbedarf besteht (bspw. Altfahrzeugeverordnung, Deponieverordnung). Ende 2012 wurde eine weitere Novellierung des AWG begonnen und 2013 abgeschlossen. Eine weitere Änderung ist zur Umsetzung der Richtlinie (EU) 2019/904 (Einwegkunststoff-Richtlinie) vorgesehen.

## Situation in der Schweiz
In der Schweiz sind Wiederverwertung und Recycling von Abfällen auf einem recht hohen Standard. Anreize dazu sind v. a. auch Gebühren auf der Abfallentsorgung. Vorgezogene Entsorgungsgebühren auf Verkaufspreisen von Produkten sorgen teils für die Vorfinanzierung des Recycling. Deponien für Haushalts-Abfälle sind seit einigen Jahren verboten, der Abfall muss umweltschonend in Kehrichtverbrennungsanlagen entsorgt werden. Geregelt sind diese Fragen primär im Bundesgesetz über den Umweltschutz (USG) von 1983 sowie den zugehörigen Ausführungs-Erlassen.